# 民进党 (日本)
民进党（日语：／ Minshin tō */?），简称“民进”，是2016至2018年存在的日本政党，主要由原民主党与维新党合并组建。其英語表記為「The Democratic Party」，即「民主黨」之意，簡寫為“DP”。民進黨在2017年的眾院大選前發生分裂，黨內自由派出走另立立憲民主黨；黨本身則在2018年與其他政黨合併組成國民民主黨。

## 历史

### 民主党
1996年，在鸠山由纪夫、菅直人等在野党国会议员的策划之下，旧民主党成立。1998年4月，旧民主党与民政黨、新党友爱、民主改革联合等数个政党合并，正式成为了新的民主党。建党时民主党持“民主中道”的基本理念，后因为与自持中间偏右立场的自由民主党对立，基本定位为一个中间偏左的政党。民主党曾在2009年至2012年执政，与维新党合并之前为日本国会最大在野党。

### 维新党
维新党由原日本维新会的部分成员与连结党合并而成，2014年9月21日成立，两党合并前为日本国会第三大在野党。

### 两党合并及新党成立
2016年2月，民主党和维新党两党就政党合并展开磋商，并于2月26日达成协议：两党计划于3月合并，组成新党。双方认为，在野党联手合作的“核心”在于民主、维新两党必须早日合二为一。民主党党首冈田克也在与维新党党首松野赖久会谈时称，民主党可能为促成两党合并而更换党名。有分析认为，此次两党融合重组的举动意在深化在野党之间的合作，进而推动政权更替。
2016年3月14日，民主党与维新党宣布，两党合并成立的新党名称为“民进党”。之后两党将分别展开党内相关手续流程，并将于3月27日召开民进党成立大会。
另外，原属改革结集之会的5名国会议员（村岡敏英、小熊慎司、重德和彦、鈴木義弘、小澤鋭仁）中，有4人表达了加入民进党的意向，只有小泽决定加入大阪维新会，改革结集之会也因此解散。而原为无党派议员的水野賢一也有意加入民进党。
2016年3月27日上午，维新党举行临时党代会，与会者一致通过决议，正式解散该党。当天下午，民进党成立大会在日本东京的品川王子酒店举行。作为原民主党的存续政党，民进党吸收解散后的维新党，以“存续合并”的方式诞生。大会决定由原民主党代表冈田克也担任民进党首任代表，任期至2016年9月30日，届时冈田将視乎參議院選舉結果决定是否连任。三名代理代表分别为原维新党众议员江田宪司，以及原民主党代理代表长妻昭和莲舫。原民主党干事长枝野幸男担任民进党干事长，原民主党国会对策代理委员长安住淳担任民进党国会对策委员长。创党时的党内主要干部大多为原民主党人士。
2016年5月19日，民进党公布了新党徽。党徽设计为党名罗马字首字母“M”形状，由形似两人相靠的蓝红线条组成。民进党官方表示，党徽带有“面向未来共同前进”的含义。

### 分裂
民进党成立以来长期面临支持率低迷的局面。
2017年9月28日眾議院解散，同日民进党常任干事会决定取消对本党所属众议员等的候选人推举，转而令其申请作为新成立的希望之党候选人参选。在随后召开的两院议员全体会议上，党首前原诚司提议的与希望之党合并方案获得了通过。但希望之党方面表示会对民进党候选人先作甄选，偏左的自由派人士不会被吸纳进入希望之党，以民进党代表代行枝野幸男为首的自由派议员因此决定另组新党立宪民主党。餘下前原誠司、岡田克也及野田佳彥等20多名未有加入希望之党及立宪民主党的眾議員則以無黨籍身份參選第48屆日本眾議院議員總選舉，这意味着民进党被一分為三。部分保留黨籍的議员在选举后成立了院内会派“無黨籍之會”，民進黨在10月30日的國會兩院議員總會中決定讓黨存續，同日前原誠司正式提出辭任黨代表及退黨為眾議院選舉失利及黨內分裂負責。

### 合併
2018年5月7日，日本兩大在野党民进党与希望之党的部分成員在东京举行建党大会，正式合并为新政党国民民主党。

## 名称
在正式组党之前，民主党提议新党名为“立宪民主党”，维新党提议为“民进党”。两党于2016年3月12日和13日各自举行民意调查，最后“民进党”获得大多数支持。最终两党举行协商会议，决定使用“民进党”这一名称。“民进党”包含了目标成为“与国民并肩前进之党”这一含义。
而英文名称方面，该党曾考虑将“Democratic Innovation Party”作为正式英文名称，但因其缩写“DIP”在美国黑話中有“笨蛋”的含义。該黨最终在2016年3月18日决定其英文名称为“The Democratic Party”（直译为“民主党”）。

## 政治主张
民进党继承并吸收了原民主党与维新党的立场和理念，自称代表纳税者、消费者等普通民众立场，坚持立宪主义，推动统治机构改革，追求建成自由、共生、面向未来的社会，在安保外交领域贯彻专守防卫政策。

## 争议

### 名稱問題
《产经新闻》等媒体引述一位未透露姓名的自民党议员称，“民进党”成为新党党名候选之后，在日本千叶县参加活动的部分台湾民主进步党（简称同样为“民进党”）籍议员在与自民党干部举行会谈时，对新党有可能取名为“民进党”一事表示不满，认为这一举动会拖累民主进步党的形象。但有别于台湾的“民进党”是民主进步党的简称，日本的“民进党”为全称，冈田克也在2016年3月14日的记者会上也强调了这一点；而自民党干事长谷垣禎一表示，“民进党”给他的第一印象是台湾的一个政党（民主进步党）。但在民主、维新两党正式决定新党名称为“民进党”后，民主进步党發言人楊家俍表示，台湾民进党和日本各政黨都有很好的友誼，現在多了一個有相同名稱的政党，也讓台灣民進黨“感到很親切”。

### 其他問題
另据共同社的民意调查结果显示，67.8%的受访者不看好民进党，对民进党有所期待的仅占26.1%，民进党支持率僅8%。
在民进党公布党徽之后，有民众批评党徽“就像一名男性在性侵一名女性”，另外有民众质疑党徽抄袭了其他机构的标志。对于“抄袭”的质疑，民进党党首冈田克也表示，在联系当事方之后获得首肯，在向律师咨询后也认为设计不存在问题。

## 历任党代表（党首）
| 届数 | 姓名     | 在任时间       | 在任时间       | 照片 | 备注                                                                     |
| 届数 | 姓名     | 就任日期       | 离任日期       | 照片 | 备注                                                                     |
| ---- | -------- | -------------- | -------------- | ---- | ------------------------------------------------------------------------ |
| 1    | 岡田克也 | 2016年3月27日  | 2016年10月1日  |      | 原民主党代表，任期屆滿。                                                 |
| 2    | 蓮舫     | 2016年10月1日  | 2017年9月1日   |      | 首位女性以及首位擁有外國血統者擔任主要政黨的黨魁。因東京都選舉失利辭職。 |
| 3    | 前原誠司 | 2017年9月1日   | 2017年10月30日 |      | 原民主党代表。眾議員選舉失利辭職。                                       |
| 4    | 大塚耕平 | 2017年10月31日 | 2018年5月7日   |      | 2018年5月7日與希望之黨合組為國民民主黨                                   |

## 歷次選舉結果

### 眾議院
| 選舉             | 當選/定數 | 候補人數 | 得票数（得票率） | 得票数（得票率） | 備註 |
| 選舉             | 當選/定數 | 候補人數 | 選舉區           | 比例代表         | 備註 |
| ---------------- | --------- | -------- | ---------------- | ---------------- | ---- |
| （2016年結党時） | 96 / 475  | -        |                  |                  |      |

### 參議院
| 選舉   | 總議席   | 當選議席 | 得票数（比例代表） | 得票率（比例代表） | 選舉區  | 比例代表 |
| ------ | -------- | -------- | ------------------ | ------------------ | ------- | -------- |
| 2016年 | 49 / 242 | 32 / 121 | 11,751,015         | 21.0%              | 11 / 48 | 21 / 73  |